# Pedro Medina

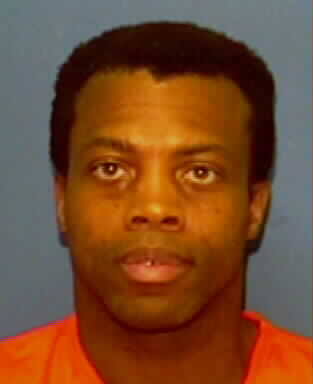
Pedro Medina

Pedro Medina (5 oktober 1957 - 25 maart 1997) was een van de 125.000 Cubanen die naar de Verenigde staten emigreerden tijdens de Mariel-exodus in 1980. In 1982 werd hij in staat van beschuldiging gesteld voor het doodsteken van een man en veroordeeld tot de doodstraf. Hij werd op 25 maart 1997 geëxecuteerd met de elektrische stoel van de staatsgevangenis van Florida. 

## Old Sparky
Tijdens de executie werden door verscheidene getuigen 30 centimeter hoge vlammen rond het hoofd van Pedro en een brandlucht waargenomen. Sindsdien heeft de elektrische stoel van de staatsgevangenis van Florida de bijnaam Old Sparky, net als de allereerste elektrische stoel  uit 1890 in de staat New York. In de jaren die hierop volgden hebben terdoodveroordeelden verschillende malen getracht onder de stoel uit te komen door een petitie in te dienen dat Old Sparky een inhumaan en onnodig zware marteling zou zijn voor de veroordeelde. Uiteindelijk bleek dat de in zoutoplossing gedrenkte sponzen, die voor een optimaal contact tussen de huid en de elektrodes van de stoel moesten zorgen, niet nat genoeg waren gemaakt.
Ondanks alle klachten en petities kan de stoel van Florida nog steeds gebruikt worden voor de terechtstelling, maar sinds 2000 is de standaardmethode de dodelijke injectie.